# Campeonato de Primera D 2016-17
El Campeonato de Primera D 2016-17 fue la sexagésima octava edición del torneo, quinta división del fútbol argentino en el orden de los clubes directamente afiliados a la AFA. El comienzo estuvo en duda debido a los conflictos económicos entre la asociación y los clubes de las categorías de ascenso. Finalmente dio inicio el 28 de agosto de 2016, y finalizó el 9 de julio de 2017.
Los nuevos participantes fueron Liniers, descendido de la Primera C, y Centro Español, reafiliado luego de una temporada.  
Consagró campeón al Club Atlético Ituzaingó, que obtuvo así el primer ascenso a la Primera C, mientras que el Club Deportivo y Mutual Leandro N. Alem logró el segundo al ganar el torneo reducido.
Asimismo, Leandro N. Alem y Atlas fueron los clasificados a la Copa Argentina 2016-17 al haber ocupado los dos primeros puestos de la tabla de posiciones a la finalización de la primera rueda.
Por otra parte, Centro Español quedó último en la tabla de promedios, pero su desafiliación transitoria fue anulada.

## Ascensos y descensos
| Desafiliado de la Primera D 2016 |
| -------------------------------- |
| No hubo                          |

| Reafiliado     |
| -------------- |
| Centro Español |

| Pos | Ascendido a la Primera C 2016-17 |
| --- | -------------------------------- |
| 1.º | El Porvenir                      |

| Pos  | Descendido de la Primera C 2016 |
| ---- | ------------------------------- |
| 20.º | Liniers                         |

- De esta manera, el número de equipos participantes aumentó a 16.

## Equipos participantes
| Equipo              | Ciudad            | Estadio                  | Capacidad |
| ------------------- | ----------------- | ------------------------ | --------- |
| Argentino           | Rosario           | José Martín Olaeta       | 6800      |
| Atlas               | General Rodríguez | Ricardo Puga             | 2500      |
| Central Ballester   | José León Suárez  | No poseía                | -         |
| Centro Español      | Villa Sarmiento   | No poseía                | -         |
| Claypole            | Claypole          | Rodolfo Vicente Capocasa | 1000      |
| Deportivo Paraguayo | Buenos Aires      | No poseía                | -         |
| General Lamadrid    | Buenos Aires      | Enrique Sexto            | 3500      |
| Ituzaingó           | Ituzaingó         | Ituzaingó                | 5000      |
| Juventud Unida      | San Miguel        | Ciudad de San Miguel     | 3200      |
| Leandro N. Alem     | General Rodríguez | Leandro N. Alem          | 4000      |
| Liniers             | San Justo         | Juan Antonio Arias       | 3500      |
| Lugano              | Tapiales          | José María Moraños       | 1500      |
| Muñiz               | Muñiz             | No poseía                | -         |
| Puerto Nuevo        | Campana           | Rubén Carlos Vallejos    | 500       |
| Victoriano Arenas   | Valentín Alsina   | Saturnino Moure          | 1500      |
| Yupanqui            | Buenos Aires      | No poseía                | -         |

| 1. 2. 3. 4. |

### Distribución geográfica de los equipos
| Región                                   | Cant. | Equipos |
| ---------------------------------------- | ----- | --- |
| Conurbano bonaerense                     | 8     | Central Ballester, Centro Español, Claypole, Ituzaingó, Juventud Unida, Liniers, Muñiz y Victoriano Arenas |
| Ciudad de Buenos Aires                   | 4     | Deportivo Paraguayo, General Lamadrid, Lugano y Yupanqui                                                   |
| Interior de la provincia de Buenos Aires | 3     | Atlas, Leandro N. Alem y Puerto Nuevo                                                                      |
| Ciudad de Rosario                        | 1     | Argentino                                                                                                  |

## Formato

### Ascenso
Los 16 participantes se enfrentaron en dos ruedas por el sistema de todos contra todos. El primer ascenso fue para el campeón, mientras que los equipos que ocuparon del segundo al noveno puesto de la tabla final de posiciones clasificaron al torneo reducido por el otro ascenso.
En el reducido, los equipos se ordenaron de acuerdo a la posición obtenida en el torneo. Se enfrentaron entre sí en instancia de cuartos de final a único partido los mejor contra los peor ubicados, en los que fueron locales los que ocuparon los mejores puestos. Los ganadores clasificaron a semifinales, donde se enfrentaron ordenados de la misma manera. Los ganadores disputaron la final, organizada a doble partido,  con la localía en el segundo para el mejor ubicado. El ganador obtuvo el segundo ascenso.

### Desafiliación temporaria
Al equipo que ocupó el último lugar de la tabla de promedios se le suspendió la afiliación por una temporada.

### Clasificación a la Copa Argentina 2016-17
El primero y el segundo de la tabla parcial de la primera rueda clasificaron a los treintaidosavos de final de la Copa Argentina 2016-17.

## Tabla de posiciones final
| Pos. | Equipo               | Pts. | PJ | PG | PE | PP | GF | GC | Dif. |
| ---- | -------------------- | ---- | -- | -- | -- | -- | -- | -- | ---- |
| 01.º | Ituzaingó            | 66   | 30 | 21 | 3  | 6  | 36 | 17 | 19   |
| 02.º | Leandro N. Alem      | 65   | 30 | 20 | 5  | 5  | 43 | 15 | 28   |
| 03.º | Atlas                | 55   | 30 | 16 | 7  | 7  | 47 | 28 | 19   |
| 04.º | Argentino de Rosario | 55   | 30 | 17 | 4  | 9  | 36 | 20 | 16   |
| 05.º | Victoriano Arenas    | 50   | 30 | 13 | 11 | 6  | 36 | 25 | 11   |
| 06.º | General Lamadrid     | 45   | 30 | 12 | 9  | 9  | 31 | 23 | 8    |
| 07.º | Juventud Unida       | 40   | 30 | 10 | 10 | 10 | 30 | 28 | 2    |
| 08.º | Central Ballester    | 37   | 30 | 9  | 10 | 11 | 27 | 32 | −5   |
| 09.º | Claypole             | 35   | 30 | 9  | 8  | 13 | 33 | 27 | 6    |
| 10.º | Deportivo Paraguayo  | 35   | 30 | 8  | 11 | 11 | 27 | 38 | −11  |
| 11.º | Puerto Nuevo         | 34   | 30 | 9  | 7  | 14 | 22 | 39 | −17  |
| 12.º | Liniers              | 33   | 30 | 9  | 6  | 15 | 27 | 32 | −5   |
| 13.º | Lugano               | 31   | 30 | 7  | 10 | 13 | 23 | 36 | −13  |
| 14.º | Yupanqui             | 28   | 30 | 7  | 7  | 16 | 20 | 34 | −14  |
| 15.º | Muñiz                | 28   | 30 | 7  | 7  | 16 | 23 | 38 | −15  |
| 16.º | Centro Español       | 21   | 30 | 4  | 9  | 17 | 24 | 53 | −29  |

|  | Campeón. Ascendió a la Primera C.                       |
|  | Clasificados al torneo reducido por el segundo ascenso. |

|  |

### Evolución de las posiciones

#### Primera rueda
| Equipo / Fecha       |      |      |      |      |      |      |      |      |      |      |      |      |      |      |      |
| Equipo / Fecha       | 01   | 02   | 03   | 04   | 05   | 06   | 07   | 08   | 09   | 10   | 11   | 12   | 13   | 14   | 15   |
| -------------------- | ---- | ---- | ---- | ---- | ---- | ---- | ---- | ---- | ---- | ---- | ---- | ---- | ---- | ---- | ---- |
| Argentino de Rosario | 01.º | 01.º | 05.º | 04.º | 08.º | 08.º | 11.º | 07.º | 03.º | 06.º | 04.º | 06.º | 08.º | 09.º | 06.º |
| Atlas                | 07.º | 05.º | 07.º | 08.º | 05.º | 05.º | 03.º | 02.º | 02.º | 01.º | 01.º | 01.º | 01.º | 01.º | 01.º |
| Central Ballester    | 02.º | 08.º | 08.º | 05.º | 01.º | 01.º | 04.º | 03.º | 04.º | 04.º | 03.º | 05.º | 06.º | 06.º | 08.º |
| Centro Español       | 05.º | 03.º | 06.º | 07.º | 07.º | 07.º | 05.º | 05.º | 09.º | 10.º | 12.º | 13.º | 13.º | 14.º | 15.º |
| Claypole             | 13.º | 13.º | 15.º | 16.º | 16.º | 16.º | 16.º | 16.º | 14.º | 14.º | 15.º | 15.º | 16.º | 15.º | 13.º |
| Deportivo Paraguayo  | 09.º | 06.º | 03.º | 03.º | 05.º | 05.º | 09.º | 10.º | 11.º | 13.º | 14.º | 14.º | 14.º | 13.º | 12.º |
| General Lamadrid     | 02.º | 06.º | 08.º | 09.º | 12.º | 13.º | 10.º | 11.º | 08.º | 09.º | 11.º | 09.º | 10.º | 11.º | 10.º |
| Ituzaingó            | 02.º | 02.º | 01.º | 01.º | 04.º | 04.º | 02.º | 04.º | 05.º | 05.º | 06.º | 04.º | 03.º | 02.º | 03.º |
| Juventud Unida       | —    | 13.º | 13.º | 11.º | 09.º | 09.º | 12.º | 12.º | 12.º | 11.º | 10.º | 08.º | 11.º | 07.º | 04.º |
| Leandro N. Alem      | —    | 08.º | 04.º | 06.º | 02.º | 02.º | 01.º | 01.º | 01.º | 02.º | 02.º | 02.º | 02.º | 03.º | 02.º |
| Liniers              | 05.º | 04.º | 02.º | 02.º | 03.º | 03.º | 07.º | 08.º | 10.º | 03.º | 05.º | 03.º | 04.º | 05.º | 05.º |
| Lugano               | 07.º | 11.º | 12.º | 13.º | 13.º | 11.º | 13.º | 13.º | 13.º | 12.º | 09.º | 12.º | 12.º | 12.º | 14.º |
| Muñiz                | 16.º | 13.º | 16.º | 14.º | 14.º | 14.º | 14.º | 14.º | 15.º | 16.º | 16.º | 16.º | 15.º | 16.º | 16.º |
| Puerto Nuevo         | 13.º | 12.º | 11.º | 11.º | 11.º | 12.º | 08.º | 09.º | 06.º | 07.º | 08.º | 10.º | 07.º | 08.º | 09.º |
| Victoriano Arenas    | 09.º | 10.º | 10.º | 10.º | 09.º | 09.º | 06.º | 06.º | 07.º | 08.º | 07.º | 07.º | 05.º | 04.º | 07.º |
| Yupanqui             | 13.º | 13.º | 13.º | 15.º | 15.º | 15.º | 15.º | 15.º | 16.º | 15.º | 13.º | 11.º | 09.º | 10.º | 11.º |

| 1. 2. 3. 4. |

#### Segunda rueda
| Equipo / Fecha      |      |      |      |      |      |      |      |      |      |      |      |      |      |      |      |
| Equipo / Fecha      | 16   | 17   | 18   | 19   | 20   | 21   | 22   | 23   | 24   | 25   | 26   | 27   | 28   | 29   | 30   |
| ------------------- | ---- | ---- | ---- | ---- | ---- | ---- | ---- | ---- | ---- | ---- | ---- | ---- | ---- | ---- | ---- |
| Arg. de Rosario     | 07.º | 07.º | 07.º | 06.º | 05.º | 04.º | 04.º | 04.º | 03.º | 03.º | 03.º | 03.º | 03.º | 03.º | 04.º |
| Atlas               | 01.º | 03.º | 03.º | 03.º | 03.º | 03.º | 03.º | 03.º | 04.º | 04.º | 04.º | 04.º | 04.º | 04.º | 03.º |
| C. Ballester        | 08.º | 08.º | 08.º | 08.º | 07.º | 07.º | 09.º | 09.º | 09.º | 09.º | 08.º | 08.º | 08.º | 08.º | 08.º |
| Centro Español      | 15.º | 14.º | 14.º | 14.º | 14.º | 14.º | 15.º | 16.º | 16.º | 16.º | 16.º | 16.º | 16.º | 16.º | 16.º |
| Claypole            | 12.º | 13.º | 12.º | 09.º | 08.º | 08.º | 07.º | 07.º | 07.º | 08.º | 09.º | 09.º | 10.º | 09.º | 09.º |
| Deportivo Paraguayo | 13.º | 12.º | 11.º | 12.º | 13.º | 13.º | 13.º | 13.º | 13.º | 13.º | 14.º | 11.º | 12.º | 12.º | 10.º |
| General Lamadrid    | 10.º | 10.º | 09.º | 10.º | 06.º | 06.º | 06.º | 06.º | 06.º | 06.º | 06.º | 06.º | 06.º | 06.º | 06.º |
| Ituzaingó           | 03.º | 02.º | 02.º | 02.º | 02.º | 02.º | 02.º | 02.º | 02.º | 02.º | 02.º | 02.º | 02.º | 01.º | 01.º |
| Juventud Unida      | 05.º | 06.º | 06.º | 07.º | 09.º | 09.º | 08.º | 08.º | 08.º | 07.º | 07.º | 07.º | 07.º | 07.º | 07.º |
| Leandro N. Alem     | 02.º | 01.º | 01.º | 01.º | 01.º | 01.º | 01.º | 01.º | 01.º | 01.º | 01.º | 01.º | 01.º | 02.º | 02.º |
| Liniers             | 06.º | 05.º | 05.º | 05.º | 16.º | 16.º | 16.º | 15.º | 14.º | 14.º | 11.º | 13.º | 11.º | 11.º | 12.º |
| Lugano              | 14.º | 16.º | 16.º | 16.º | 15.º | 15.º | 14.º | 14.º | 15.º | 12.º | 10.º | 12.º | 13.º | 13.º | 13.º |
| Muñiz               | 16.º | 15.º | 15.º | 15.º | 12.º | 10.º | 11.º | 11.º | 10.º | 10.º | 12.º | 15.º | 15.º | 15.º | 15.º |
| Puerto Nuevo        | 09.º | 09.º | 10.º | 11.º | 10.º | 11.º | 10.º | 12.º | 12.º | 15.º | 15.º | 10.º | 09.º | 10.º | 11.º |
| Victoriano Arenas   | 04.º | 04.º | 04.º | 04.º | 04.º | 05.º | 05.º | 05.º | 05.º | 05.º | 05.º | 05.º | 05.º | 05.º | 05.º |
| Yupanqui            | 11.º | 11.º | 13.º | 13.º | 11.º | 12.º | 12.º | 10.º | 11.º | 11.º | 13.º | 14.º | 14.º | 14.º | 14.º |

| 1. 2. |

## Tabla de descenso
| Pos  | Equipo               | 2014 | 2015 | 2016 | 2016-17 | Total | PJ | Promedio |
| ---- | -------------------- | ---- | ---- | ---- | ------- | ----- | -- | -------- |
| 01.º | Atlas                | 35   | 58   | 20   | 55      | 168   | 90 | 1,866    |
| 02.º | Ituzaingó            | 23   | 42   | 27   | 66      | 158   | 90 | 1,755    |
| 03.º | Leandro N. Alem      | 28   | 38   | 17   | 65      | 148   | 90 | 1,644    |
| 04.º | Argentino de Rosario | 21   | 31   | 27   | 55      | 134   | 90 | 1,488    |
| 05.º | Liniers              | 22   | 58   | -    | 33      | 113   | 76 | 1,486    |
| 06.º | Juventud Unida       | -    | -    | 21   | 40      | 61    | 44 | 1,386    |
| 07.º | General Lamadrid     | -    | -    | 13   | 45      | 58    | 44 | 1,318    |
| 08.º | Central Ballester    | 18   | 48   | 14   | 37      | 117   | 90 | 1,300    |
| 09.º | Lugano               | 24   | 44   | 17   | 31      | 116   | 90 | 1,288    |
| 10.º | Deportivo Paraguayo  | -    | 42   | 14   | 35      | 91    | 74 | 1,229    |
| 11.º | Victoriano Arenas    | 14   | 21   | 22   | 50      | 107   | 90 | 1,188    |
| 12.º | Puerto Nuevo         | 15   | 34   | 21   | 34      | 104   | 90 | 1,155    |
| 13.º | Yupanqui             | 11   | 38   | 19   | 28      | 96    | 90 | 1,066    |
| 14.º | Muñiz                | 1    | 44   | 17   | 28      | 90    | 90 | 1,000    |
| 15.º | Claypole             | 13   | 29   | 9    | 35      | 86    | 90 | 0,955    |
| 16.º | Centro Español       | -    | -    | -    | 21      | 21    | 30 | 0,700    |

Fuente: Promiedos - Tabla de promedios

## Tabla de posiciones parcial de la primera rueda
Esta tabla fue usada para determinar los equipos clasificados a la Copa Argentina 2016-17, que fueron los que ocuparon los dos primeros lugares.
| Pos. | Equipo               | Pts. | PJ | PG | PE | PP | GF | GC | Dif. |
| ---- | -------------------- | ---- | -- | -- | -- | -- | -- | -- | ---- |
| 01.º | Atlas                | 31   | 15 | 9  | 4  | 2  | 21 | 10 | 11   |
| 02.º | Leandro N. Alem      | 30   | 15 | 9  | 3  | 3  | 21 | 9  | 12   |
| 03.º | Ituzaingó            | 28   | 15 | 9  | 1  | 5  | 15 | 9  | 6    |
| 04.º | Juventud Unida       | 24   | 15 | 7  | 3  | 5  | 17 | 13 | 4    |
| 05.º | Liniers              | 24   | 15 | 6  | 6  | 3  | 17 | 14 | 3    |
| 06.º | Argentino de Rosario | 22   | 15 | 7  | 1  | 7  | 16 | 13 | 3    |
| 07.º | Victoriano Arenas    | 22   | 15 | 5  | 7  | 3  | 15 | 14 | 1    |
| 08.º | Central Ballester    | 21   | 15 | 5  | 6  | 4  | 11 | 11 | 0    |
| 09.º | Puerto Nuevo         | 20   | 15 | 5  | 5  | 5  | 14 | 13 | 1    |
| 10.º | General Lamadrid     | 19   | 15 | 5  | 4  | 6  | 8  | 10 | −2   |
| 11.º | Yupanqui             | 16   | 15 | 4  | 4  | 7  | 11 | 15 | −4   |
| 12.º | Deportivo Paraguayo  | 16   | 15 | 4  | 4  | 7  | 10 | 16 | −6   |
| 13.º | Claypole             | 15   | 15 | 4  | 3  | 8  | 7  | 11 | −4   |
| 14.º | Lugano               | 14   | 15 | 2  | 8  | 5  | 9  | 13 | −4   |
| 15.º | Centro Español       | 13   | 15 | 2  | 7  | 6  | 13 | 22 | −9   |
| 16.º | Muñiz                | 12   | 15 | 3  | 3  | 9  | 11 | 23 | −12  |

|  | Clasificados a la Copa Argentina 2016-17. |

## Resultados

### Primera rueda
| Atlas             | 2 - 2 | Lugano               | Ricardo Puga          | 27 de agosto | 15:30 |
| General Lamadrid  | 1 - 0 | Claypole             | Enrique Sexto         | 27 de agosto | 15:30 |
| Liniers           | 3 - 3 | Centro Español       | Juan Antonio Arias    | 28 de agosto | 15:30 |
| Juventud Unida    | 0 - 1 | Leandro N. Alem      | Ciudad de San Miguel  | 29 de agosto | 15:30 |
| Puerto Nuevo      | 0 - 1 | Ituzaingó            | Rubén Carlos Vallejos | 29 de agosto | 15:30 |
| Central Ballester | 1 - 0 | Yupanqui             | Ramón Roque Martín    | 30 de agosto | 15:30 |
| Victoriano Arenas | 0 - 0 | Deportivo Paraguayo  | Saturnino Moure       | 30 de agosto | 15:30 |
| Muñiz             | 0 - 2 | Argentino de Rosario | Carlos Barraza        | 30 de agosto | 15:30 |

| Yupanqui             | 0 - 1 | Deportivo Paraguayo | Juan Antonio Arias         | 3 de septiembre | 15:30 |
| Argentino de Rosario | 1 - 0 | Central Ballester   | José María Olaeta          | 3 de septiembre | 15:30 |
| General Lamadrid     | 0 - 0 | Victoriano Arenas   | Enrique Sexto              | 4 de septiembre | 15:30 |
| Ituzaingó            | 1 - 0 | Juventud Unida      | Ituzaingó                  | 4 de septiembre | 15:30 |
| Centro Español       | 2 - 1 | Puerto Nuevo        | José Manuel Moreno         | 5 de septiembre | 15:30 |
| Claypole             | 1 - 0 | Liniers             | Rodolfo Vicente Capocasa   | 5 de septiembre | 15:30 |
| Lugano               | 1 - 1 | Muñiz               | Gildo Francisco Ghersinich | 6 de septiembre | 15:30 |
| Leandro N. Alem      | 0 - 1 | Atlas               | Leandro N. Alem            | 6 de septiembre | 15:30 |

| Victoriano Arenas   | 1 - 1 | Yupanqui             | Saturnino Moure       | 9 de septiembre  | 15:30 |
| Deportivo Paraguayo | 2 - 1 | Argentino de Rosario | Juan Antonio Arias    | 9 de septiembre  | 15:30 |
| Liniers             | 0 - 1 | General Lamadrid     | Juan Antonio Arias    | 11 de septiembre | 15:30 |
| Atlas               | 0 - 1 | Ituzaingó            | Ricardo Puga          | 12 de septiembre | 15:30 |
| Puerto Nuevo        | 1 - 0 | Claypole             | Rubén Carlos Vallejos | 12 de septiembre | 15:30 |
| Central Ballester   | 1 - 1 | Lugano               | Ramón Roque Martín    | 12 de septiembre | 15:30 |
| Juventud Unida      | 1 - 1 | Centro Español       | Ciudad de San Miguel  | 12 de septiembre | 15:30 |
| Muñiz               | 1 - 4 | Leandro N. Alem      | Carlos Barraza        | 13 de septiembre | 15:30 |

| Liniers              | 0 - 1 | Victoriano Arenas   | Juan Antonio Arias         | 16 de septiembre | 15:30 |
| Argentino de Rosario | 0 - 0 | Yupanqui            | José María Olaeta          | 18 de septiembre | 15:30 |
| Claypole             | 0 - 1 | Juventud Unida      | Rodolfo Vicente Capocasa   | 19 de septiembre | 15:30 |
| Leandro N. Alem      | 0 - 1 | Central Ballester   | Leandro N. Alem            | 19 de septiembre | 15:30 |
| Lugano               | 1 - 1 | Deportivo Paraguayo | Gildo Francisco Ghersinich | 19 de septiembre | 15:30 |
| Ituzaingó            | 1 - 2 | Muñiz               | Ituzaingó                  | 20 de septiembre | 15:30 |
| General Lamadrid     | 0 - 0 | Puerto Nuevo        | Enrique Sexto              | 20 de septiembre | 15:30 |
| Centro Español       | 1 - 1 | Atlas               | Tres de Febrero            | 21 de septiembre | 15:30 |

| Yupanqui            | 0 - 0 | Lugano               | Juan Antonio Arias    | 23 de septiembre | 15:30 |
| Victoriano Arenas   | 2 - 1 | Argentino de Rosario | Saturnino Moure       | 23 de septiembre | 15:30 |
| Juventud Unida      | 2 - 0 | General Lamadrid     | Ciudad de San Miguel  | 24 de septiembre | 15:30 |
| Deportivo Paraguayo | 1 - 2 | Leandro N. Alem      | Juan Antonio Arias    | 26 de septiembre | 15:30 |
| Muñiz               | 0 - 0 | Centro Español       | Carlos Barraza        | 26 de septiembre | 15:30 |
| Puerto Nuevo        | 1 - 0 | Liniers              | Rubén Carlos Vallejos | 26 de septiembre | 15:30 |
| Atlas               | 1 - 0 | Claypole             | Ricardo Puga          | 26 de septiembre | 15:30 |
| Central Ballester   | 2 - 1 | Ituzaingó            | Ramón Roque Martín    | 27 de septiembre | 15:30 |

| Ituzaingó        | 2 - 0 | Deportivo Paraguayo  | Ituzaingó                | 10 de diciembre | 17:00 |
| Liniers          | 0 - 2 | Juventud Unida       | Juan Antonio Arias       | 11 de diciembre | 17:00 |
| Leandro N. Alem  | 3 - 1 | Yupanqui             | Leandro N. Alem          | 12 de diciembre | 17:00 |
| General Lamadrid | 0 - 1 | Atlas                | Enrique Sexto            | 12 de diciembre | 17:00 |
| Claypole         | 1 - 0 | Muñiz                | Rodolfo Vicente Capocasa | 12 de diciembre | 17:00 |
| Puerto Nuevo     | 2 - 0 | Victoriano Arenas    | Rubén Carlos Vallejos    | 12 de diciembre | 17:00 |
| Lugano           | 0 - 1 | Argentino de Rosario | José María Moraños       | 12 de diciembre | 17:00 |
| Centro Español   | 0 - 1 | Central Ballester    | Tres de Febrero          | 14 de diciembre | 17:00 |

| Yupanqui             | 0 - 1 | Ituzaingó        | Juan Antonio Arias   | 7 de octubre  | 15:30 |
| Central Ballester    | 0 - 0 | Claypole         | Ramón Roque Martín   | 7 de octubre  | 15:30 |
| Argentino de Rosario | 1 - 2 | Leandro N. Alem  | José María Olaeta    | 8 de octubre  | 15:30 |
| Muñiz                | 0 - 1 | General Lamadrid | Carlos Barraza       | 9 de octubre  | 15:30 |
| Atlas                | 3 - 2 | Liniers          | Ricardo Puga         | 10 de octubre | 15:30 |
| Victoriano Arenas    | 1 - 0 | Lugano           | Saturnino Moure      | 10 de octubre | 15:30 |
| Juventud Unida       | 1 - 3 | Puerto Nuevo     | Ciudad de San Miguel | 10 de octubre | 15:30 |
| Deportivo Paraguayo  | 0 - 2 | Centro Español   | Juan Antonio Arias   | 11 de octubre | 15:30 |

| General Lamadrid | 1 - 1 | Central Ballester    | Enrique Sexto            | 15 de octubre  | 15:30 |
| Puerto Nuevo     | 1 - 1 | Atlas                | Rubén Carlos Vallejos    | 16 de octubre  | 15:30 |
| Ituzaingó        | 1 - 2 | Argentino de Rosario | Ituzaingó                | 17 de octubre  | 15:30 |
| Centro Español   | 1 - 1 | Yupanqui             | Tres de Febrero          | 17 de octubre  | 15:30 |
| Juventud Unida   | 0 - 0 | Victoriano Arenas    | Ciudad de San Miguel     | 17 de octubre  | 15:30 |
| Claypole         | 0 - 0 | Deportivo Paraguayo  | Rodolfo Vicente Capocasa | 18 de octubre  | 15:30 |
| Leandro N. Alem  | 1 - 0 | Lugano               | Leandro N. Alem          | 18 de octubre  | 15:30 |
| Liniers          | 1 - 0 | Muñiz                | Juan Antonio Arias       | 4 de noviembre | 15:30 |

| Argentino de Rosario | 3 - 0 | Centro Español   | José María Olaeta          | 22 de octubre | 15:30 |
| Yupanqui             | 0 - 1 | Claypole         | Juan Antonio Arias         | 22 de octubre | 15:30 |
| Muñiz                | 1 - 3 | Puerto Nuevo     | Carlos Barraza             | 23 de octubre | 15:30 |
| Victoriano Arenas    | 1 - 1 | Leandro N. Alem  | Saturnino Moure            | 24 de octubre | 15:30 |
| Deportivo Paraguayo  | 0 - 1 | General Lamadrid | Juan Antonio Arias         | 24 de octubre | 15:30 |
| Central Ballester    | 1 - 0 | Liniers          | Ramón Roque Martín         | 24 de octubre | 15:30 |
| Atlas                | 4 - 0 | Juventud Unida   | Ricardo Puga               | 25 de octubre | 15:30 |
| Lugano               | 0 - 0 | Ituzaingó        | Gildo Francisco Ghersinich | 26 de octubre | 15:30 |

| Atlas            | 1 - 0 | Victoriano Arenas    | Ricardo Puga             | 29 de octubre | 15:30 |
| Liniers          | 1 - 0 | Deportivo Paraguayo  | Juan Antonio Arias       | 29 de octubre | 15:30 |
| Centro Español   | 1 - 2 | Lugano               | Tres de Febrero          | 30 de octubre | 15:30 |
| Puerto Nuevo     | 0 - 1 | Central Ballester    | Rubén Carlos Vallejos    | 30 de octubre | 15:30 |
| Claypole         | 1 - 0 | Argentino de Rosario | Rodolfo Vicente Capocasa | 30 de octubre | 15:30 |
| General Lamadrid | 0 - 1 | Yupanqui             | Enrique Sexto            | 30 de octubre | 15:30 |
| Ituzaingó        | 2 - 1 | Leandro N. Alem      | Ituzaingó                | 31 de octubre | 15:30 |
| Juventud Unida   | 3 - 0 | Muñiz                | Ciudad de San Miguel     | 31 de octubre | 15:30 |

| Lugano               | 2 - 0 | Claypole         | José María Moraños | 5 de noviembre | 15:30 |
| Argentino de Rosario | 2 - 0 | General Lamadrid | José María Olaeta  | 5 de noviembre | 15:30 |
| Leandro N. Alem      | 2 - 0 | Centro Español   | Leandro N. Alem    | 6 de noviembre | 15:30 |
| Deportivo Paraguayo  | 1 - 1 | Puerto Nuevo     | Juan Antonio Arias | 7 de noviembre | 15:30 |
| Yupanqui             | 2 - 1 | Liniers          | Juan Antonio Arias | 8 de noviembre | 15:30 |
| Central Ballester    | 0 - 0 | Juventud Unida   | Ramón Roque Martín | 8 de noviembre | 15:30 |
| Muñiz                | 0 - 2 | Atlas            | Carlos Barraza     | 8 de noviembre | 15:30 |
| Victoriano Arenas    | 1 - 0 | Ituzaingó        | Saturnino Moure    | 8 de noviembre | 15:30 |

| Atlas            | 0 - 0 | Central Ballester    | Ricardo Puga             | 12 de noviembre | 11:00 |
| Puerto Nuevo     | 0 - 2 | Yupanqui             | Rubén Carlos Vallejos    | 12 de noviembre | 11:00 |
| General Lamadrid | 1 - 0 | Lugano               | Enrique Sexto            | 13 de noviembre | 15:30 |
| Juventud Unida   | 3 - 2 | Deportivo Paraguayo  | Ciudad de San Miguel     | 14 de noviembre | 17:00 |
| Claypole         | 0 - 1 | Leandro N. Alem      | Rodolfo Vicente Capocasa | 14 de noviembre | 17:00 |
| Liniers          | 0 - 1 | Argentino de Rosario | Juan Antonio Arias       | 14 de noviembre | 17:00 |
| Centro Español   | 0 - 2 | Ituzaingó            | Tres de Febrero          | 15 de noviembre | 17:00 |
| Muñiz            | 2 - 2 | Victoriano Arenas    | Carlos Barraza           | 15 de noviembre | 17:00 |

| Deportivo Paraguayo  | 0 - 2 | Atlas            | Juan Antonio Arias | 18 de noviembre | 17:00 |
| Argentino de Rosario | 0 - 2 | Puerto Nuevo     | José María Olaeta  | 19 de noviembre | 17:00 |
| Yupanqui             | 1 - 0 | Juventud Unida   | Juan Antonio Arias | 19 de noviembre | 17:00 |
| Leandro N. Alem      | 0 - 0 | General Lamadrid | Leandro N. Alem    | 20 de noviembre | 17:00 |
| Ituzaingó            | 1 - 0 | Claypole         | Ituzaingó          | 21 de noviembre | 17:00 |
| Lugano               | 1 - 0 | Liniers          | José María Moraños | 21 de noviembre | 17:00 |
| Victoriano Arenas    | 2 - 1 | Centro Español   | Saturnino Moure    | 21 de noviembre | 17:00 |
| Central Ballester    | 0 - 1 | Muñiz            | Ramón Roque Martín | 21 de noviembre | 17:00 |

| Atlas             | 2 - 1 | Yupanqui             | Ricardo Puga             | 25 de noviembre | 17:00 |
| Juventud Unida    | 1 - 0 | Argentino de Rosario | Ciudad de San Miguel     | 25 de noviembre | 17:00 |
| Central Ballester | 1 - 3 | Victoriano Arenas    | Ciudad de Caseros        | 26 de noviembre | 17:00 |
| Muñiz             | 0 - 1 | Deportivo Paraguayo  | Carlos Barraza           | 26 de noviembre | 17:00 |
| Puerto Nuevo      | 0 - 0 | Lugano               | Rubén Carlos Vallejos    | 26 de noviembre | 17:00 |
| General Lamadrid  | 0 - 1 | Ituzaingó            | Enrique Sexto            | 26 de noviembre | 17:00 |
| Liniers           | 0 - 1 | Leandro N. Alem      | Juan Antonio Arias       | 27 de noviembre | 17:00 |
| Claypole          | 1 - 1 | Centro Español       | Rodolfo Vicente Capocasa | 29 de noviembre | 17:00 |

| Yupanqui             | 1 - 3 | Muñiz             | Juan Antonio Arias | 3 de diciembre | 17:00 |
| Leandro N. Alem      | 3 - 0 | Puerto Nuevo      | Leandro N. Alem    | 4 de diciembre | 17:00 |
| Deportivo Paraguayo  | 1 - 0 | Central Ballester | Juan Antonio Arias | 4 de diciembre | 17:00 |
| Argentino de Rosario | 2 - 0 | Atlas             | José María Olaeta  | 4 de diciembre | 17:00 |
| Ituzaingó            | 1 - 0 | Liniers           | Ituzaingó          | 6 de diciembre | 17:00 |
| Victoriano Arenas    | 1 - 3 | Claypole          | Saturnino Moure    | 6 de diciembre | 17:00 |
| Lugano               | 0 - 3 | Juventud Unida    | José María Moraños | 6 de diciembre | 17:00 |
| Centro Español       | 0 - 2 | General Lamadrid  | Tres de Febrero    | 7 de diciembre | 17:00 |

| 1. 2. 3. 4. 5. 6. 7. 8. 9. 10. 11. 12. 13. 14. 15. 16. 17. 18. 19. 20. 21. 22. |

### Segunda rueda
| Yupanqui             | 2 - 1 | Central Ballester | Juan Antonio Arias       | 4 de marzo | 17:00 |
| Argentino de Rosario | 1 - 1 | Muñiz             | José María Olaeta        | 4 de marzo | 17:00 |
| Leandro N. Alem      | 0 - 0 | Juventud Unida    | Leandro N. Alem          | 7 de marzo | 17:00 |
| Deportivo Paraguayo  | 0 - 4 | Victoriano Arenas | Juan Antonio Arias       | 7 de marzo | 17:00 |
| Claypole             | 2 - 2 | General Lamadrid  | Rodolfo Vicente Capocasa | 8 de marzo | 17:00 |
| Lugano               | 2 - 2 | Atlas             | José María Moraños       | 8 de marzo | 17:00 |
| Ituzaingó            | 1 - 0 | Puerto Nuevo      | Ituzaingó                | 8 de marzo | 17:00 |
| Centro Español       | 2 - 2 | Liniers           | José Manuel Moreno       | 8 de marzo | 17:00 |

| Liniers             | 2 - 1 | Claypole             | Juan Antonio Arias    | 11 de marzo | 17:00 |
| Atlas               | 0 - 1 | Leandro N. Alem      | Ricardo Puga          | 14 de marzo | 16:00 |
| Juventud Unida      | 0 - 1 | Ituzaingó            | Ciudad de San Miguel  | 14 de marzo | 16:00 |
| Puerto Nuevo        | 0 - 1 | Centro Español       | Rubén Carlos Vallejos | 14 de marzo | 16:00 |
| Central Ballester   | 0 - 3 | Argentino de Rosario | Ramón Roque Martín    | 14 de marzo | 16:00 |
| Muñiz               | 1 - 0 | Lugano               | Carlos Barraza        | 15 de marzo | 16:00 |
| Victoriano Arenas   | 2 - 0 | General Lamadrid     | Saturnino Moure       | 15 de marzo | 16:00 |
| Deportivo Paraguayo | 1 - 0 | Yupanqui             | Juan Antonio Arias    | 15 de marzo | 16:00 |

| Argentino de Rosario | 0 - 0 | Deportivo Paraguayo | José María Olaeta        | 19 de marzo | 16:00 |
| Yupanqui             | 0 - 1 | Victoriano Arenas   | Juan Antonio Arias       | 19 de marzo | 16:00 |
| Lugano               | 0 - 1 | Central Ballester   | José María Moraños       | 20 de marzo | 16:00 |
| Leandro N. Alem      | 1 - 0 | Muñiz               | Leandro N. Alem          | 21 de marzo | 16:00 |
| General Lamadrid     | 0 - 0 | Liniers             | Enrique Sexto            | 21 de marzo | 16:00 |
| Centro Español       | 1 - 0 | Juventud Unida      | José Manuel Moreno       | 21 de marzo | 16:00 |
| Claypole             | 5 - 0 | Puerto Nuevo        | Rodolfo Vicente Capocasa | 22 de marzo | 16:00 |
| Ituzaingó            | 1 - 0 | Atlas               | Ituzaingó                | 22 de marzo | 16:00 |

| Puerto Nuevo        | 2 - 2 | General Lamadrid     | Rubén Carlos Vallejos | 26 de marzo | 16:00 |
| Yupanqui            | 0 - 2 | Argentino de Rosario | Juan Antonio Arias    | 27 de marzo | 16:00 |
| Juventud Unida      | 1 - 2 | Claypole             | Ciudad de San Miguel  | 27 de marzo | 16:00 |
| Victoriano Arenas   | 1 - 0 | Liniers              | Saturnino Moure       | 30 de marzo | 16:00 |
| Atlas               | 2 - 1 | Centro Español       | Ricardo Puga          | 30 de marzo | 16:00 |
| Muñiz               | 2 - 0 | Ituzaingó            | Carlos Barraza        | 30 de marzo | 16:00 |
| Deportivo Paraguayo | 3 - 3 | Lugano               | Juan Antonio Arias    | 30 de marzo | 16:00 |
| Central Ballester   | 0 - 0 | Leandro N. Alem      | Ramón Roque Martín    | 30 de marzo | 16:00 |

| Argentino de Rosario | 2 - 0 | Victoriano Arenas   | José María Olaeta        | 2 de abril | 15:30 |
| Centro Español       | 1 - 3 | Muñiz               | José Manuel Moreno       | 3 de abril | 15:30 |
| General Lamadrid     | 2 - 0 | Juventud Unida      | Enrique Sexto            | 3 de abril | 15:30 |
| Ituzaingó            | 3 - 1 | Central Ballester   | Ituzaingó                | 4 de abril | 15:30 |
| Lugano               | 2 - 4 | Yupanqui            | José María Moraños       | 4 de abril | 15:30 |
| Liniers              | 1 - 0 | Puerto Nuevo        | Juan Antonio Arias       | 4 de abril | 15:30 |
| Claypole             | 1 - 2 | Atlas               | Rodolfo Vicente Capocasa | 4 de abril | 15:30 |
| Leandro N. Alem      | 3 - 0 | Deportivo Paraguayo | Leandro N. Alem          | 4 de abril | 15:30 |

| Argentino de Rosario | 1 - 0 | Lugano           | José María Olaeta    | 8 de abril  | 15:30 |
| Central Ballester    | 1 - 1 | Centro Español   | Ramón Roque Martín   | 9 de abril  | 15:30 |
| Victoriano Arenas    | 3 - 1 | Puerto Nuevo     | Saturnino Moure      | 10 de abril | 15:30 |
| Juventud Unida       | 2 - 2 | Liniers          | Ciudad de San Miguel | 10 de abril | 15:30 |
| Yupanqui             | 0 - 2 | Leandro N. Alem  | Juan Antonio Arias   | 10 de abril | 15:30 |
| Deportivo Paraguayo  | 0 - 1 | Ituzaingó        | Juan Antonio Arias   | 11 de abril | 15:30 |
| Atlas                | 4 - 1 | General Lamadrid | Ricardo Puga         | 11 de abril | 15:30 |
| Muñiz                | 1 - 1 | Claypole         | Carlos Barraza       | 11 de abril | 15:30 |

| Liniers          | 3 - 1 | Atlas                | Juan Antonio Arias       | 16 de abril | 11:00 |
| General Lamadrid | 1 - 0 | Muñiz                | Enrique Sexto            | 16 de abril | 15:30 |
| Leandro N. Alem  | 3 - 0 | Argentino de Rosario | Leandro N. Alem          | 17 de abril | 15:30 |
| Puerto Nuevo     | 0 - 0 | Juventud Unida       | Rubén Carlos Vallejos    | 17 de abril | 15:30 |
| Lugano           | 1 - 0 | Victoriano Arenas    | José María Moraños       | 17 de abril | 15:30 |
| Claypole         | 3 - 0 | Central Ballester    | Rodolfo Vicente Capocasa | 17 de abril | 15:30 |
| Ituzaingó        | 2 - 0 | Yupanqui             | Ituzaingó                | 18 de abril | 15:30 |
| Centro Español   | 1 - 1 | Deportivo Paraguayo  | José Manuel Moreno       | 19 de abril | 15:30 |

| Atlas                | 3 - 0 | Puerto Nuevo     | Ricardo Puga       | 22 de abril | 15:30 |
| Lugano               | 1 - 2 | Leandro N. Alem  | José María Moraños | 23 de abril | 11:00 |
| Muñiz                | 0 - 0 | Liniers          | Carlos Barraza     | 23 de abril | 15:30 |
| Argentino de Rosario | 2 - 0 | Ituzaingó        | José María Olaeta  | 23 de abril | 15:30 |
| Yupanqui             | 2 - 0 | Centro Español   | José María Moraños | 24 de abril | 15:30 |
| Central Ballester    | 0 - 3 | General Lamadrid | Ramón Roque Martín | 25 de abril | 15:30 |
| Victoriano Arenas    | 1 - 1 | Juventud Unida   | Saturnino Moure    | 25 de abril | 15:30 |
| Deportivo Paraguayo  | 0 - 0 | Claypole         | Juan Antonio Arias | 25 de abril | 15:30 |

| Ituzaingó        | 1 - 1 | Lugano               | Ituzaingó                | 28 de abril | 15:30 |
| General Lamadrid | 2 - 2 | Deportivo Paraguayo  | Enrique Sexto            | 30 de abril | 15:30 |
| Leandro N. Alem  | 1 - 0 | Victoriano Arenas    | Leandro N. Alem          | 2 de mayo   | 15:30 |
| Liniers          | 1 - 0 | Central Ballester    | Juan Antonio Arias       | 2 de mayo   | 15:30 |
| Puerto Nuevo     | 0 - 1 | Muñiz                | Rubén Carlos Vallejos    | 2 de mayo   | 15:30 |
| Juventud Unida   | 1 - 0 | Atlas                | Ciudad de San Miguel     | 2 de mayo   | 15:30 |
| Centro Español   | 0 - 3 | Argentino de Rosario | José Manuel Moreno       | 2 de mayo   | 15:30 |
| Claypole         | 0 - 0 | Yupanqui             | Rodolfo Vicente Capocasa | 2 de mayo   | 15:30 |

| Argentino de Rosario | 2 - 1 | Claypole         | José María Olaeta  | 6 de mayo | 15:30 |
| Lugano               | 1 - 0 | Centro Español   | José María Moraños | 7 de mayo | 15:30 |
| Muñiz                | 0 - 1 | Juventud Unida   | Carlos Barraza     | 8 de mayo | 15:30 |
| Yupanqui             | 0 - 3 | General Lamadrid | José María Moraños | 8 de mayo | 15:30 |
| Central Ballester    | 5 - 0 | Puerto Nuevo     | Ramón Roque Martín | 8 de mayo | 15:30 |
| Victoriano Arenas    | 3 - 2 | Atlas            | Saturnino Moure    | 9 de mayo | 15:30 |
| Leandro N. Alem      | 0 - 2 | Ituzaingó        | Leandro N. Alem    | 9 de mayo | 15:30 |
| Deportivo Paraguayo  | 1 - 1 | Liniers          | Juan Antonio Arias | 9 de mayo | 15:30 |

| Ituzaingó        | 0 - 0 | Victoriano Arenas    | Ituzaingó                | 13 de mayo | 15:30 |
| Claypole         | 0 - 1 | Lugano               | Rodolfo Vicente Capocasa | 13 de mayo | 15:30 |
| Atlas            | 3 - 1 | Muñiz                | Ricardo Puga             | 14 de mayo | 15:30 |
| Puerto Nuevo     | 0 - 0 | Deportivo Paraguayo  | Rubén Carlos Vallejos    | 14 de mayo | 15:30 |
| General Lamadrid | 0 - 1 | Argentino de Rosario | Enrique Sexto            | 15 de mayo | 15:30 |
| Liniers          | 2 - 0 | Yupanqui             | Juan Antonio Arias       | 15 de mayo | 15:30 |
| Centro Español   | 0 - 2 | Leandro N. Alem      | José Manuel Moreno       | 16 de mayo | 15:30 |
| Juventud Unida   | 3 - 3 | Central Ballester    | Ciudad de San Miguel     | 16 de mayo | 15:30 |

| Lugano               | 0 - 4 | General Lamadrid | José María Moraños | 19 de mayo | 15:30 |
| Ituzaingó            | 2 - 0 | Centro Español   | Ituzaingó          | 20 de mayo | 11:00 |
| Deportivo Paraguayo  | 2 - 1 | Juventud Unida   | Juan Antonio Arias | 20 de mayo | 15:30 |
| Argentino de Rosario | 1 - 0 | Liniers          | José María Olaeta  | 20 de mayo | 15:30 |
| Leandro N. Alem      | 1 - 0 | Claypole         | Leandro N. Alem    | 21 de mayo | 11:00 |
| Victoriano Arenas    | 2 - 2 | Muñiz            | Saturnino Moure    | 23 de mayo | 15:30 |
| Central Ballester    | 0 - 0 | Atlas            | Ramón Roque Martín | 23 de mayo | 15:30 |
| Yupanqui             | 1 - 2 | Puerto Nuevo     | José María Moraños | 23 de mayo | 15:30 |

| Liniers          | 2 - 0 | Lugano               | Juan Antonio Arias       | 26 de mayo | 15:30 |
| Puerto Nuevo     | 1 - 0 | Argentino de Rosario | Rubén Carlos Vallejos    | 28 de mayo | 15:30 |
| Claypole         | 2 - 3 | Ituzaingó            | Rodolfo Vicente Capocasa | 29 de mayo | 15:30 |
| General Lamadrid | 1 - 1 | Leandro N. Alem      | Enrique Sexto            | 29 de mayo | 15:30 |
| Atlas            | 5 - 3 | Deportivo Paraguayo  | Ricardo Puga             | 29 de mayo | 15:30 |
| Juventud Unida   | 0 - 0 | Yupanqui             | Ciudad de San Miguel     | 29 de mayo | 15:30 |
| Muñiz            | 0 - 2 | Central Ballester    | Carlos Barraza           | 30 de mayo | 15:30 |
| Centro Español   | 1 - 3 | Victoriano Arenas    | José Manuel Moreno       | 30 de mayo | 15:30 |

| Argentino de Rosario | 1 - 1 | Juventud Unida    | José María Olaeta  | 4 de junio | 15:30 |
| Lugano               | 1 - 0 | Puerto Nuevo      | José María Moraños | 4 de junio | 15:30 |
| Leandro N. Alem      | 1 - 2 | Liniers           | Leandro N. Alem    | 5 de junio | 15:30 |
| Ituzaingó            | 1 - 0 | General Lamadrid  | Ituzaingó          | 5 de junio | 15:30 |
| Yupanqui             | 0 - 0 | Atlas             | José María Moraños | 5 de junio | 15:30 |
| Centro Español       | 2 - 7 | Claypole          | José Manuel Moreno | 6 de junio | 15:30 |
| Victoriano Arenas    | 1 - 1 | Central Ballester | Saturnino Moure    | 6 de junio | 15:30 |
| Deportivo Paraguayo  | 1 - 0 | Muñiz             | Juan Antonio Arias | 6 de junio | 15:30 |

| Atlas             | 2 - 0 | Argentino de Rosario | Ricardo Puga             | 10 de junio | 12:00 |
| General Lamadrid  | 2 - 0 | Centro Español       | Enrique Sexto            | 10 de junio | 15:30 |
| Muñiz             | 1 - 0 | Yupanqui             | Carlos Barraza           | 11 de junio | 15:30 |
| Puerto Nuevo      | 0 - 3 | Leandro N. Alem      | Rubén Carlos Vallejos    | 12 de junio | 15:30 |
| Liniers           | 1 - 2 | Ituzaingó            | Juan Antonio Arias       | 12 de junio | 15:30 |
| Claypole          | 0 - 0 | Victoriano Arenas    | Rodolfo Vicente Capocasa | 12 de junio | 15:30 |
| Juventud Unida    | 2 - 0 | Lugano               | Ciudad de San Miguel     | 13 de junio | 15:30 |
| Central Ballester | 1 - 3 | Deportivo Paraguayo  | Ramón Roque Martín       | 13 de junio | 15:30 |

| 1. 2. 3. 4. 5. |

## Torneo reducido por el segundo ascenso
Los 8 equipos ubicados del 2.º al 9.º lugar de la tabla final de posiciones participaron del Reducido, un minitorneo por eliminación directa, en el que se emparejaron, respectivamente, los mejor con los peor posicionados en la tabla. Luego se reordenaron y se enfrentaron de la misma manera.
Las instancias de cuartos de final y semifinales se disputaron a un solo partido, en el estadio del mejor ubicado y, en caso de empate, la definición se operó mediante la ejecución de tiros desde el punto penal. La final se jugó a doble partido, actuando como local en el de vuelta el equipo con mejor ubicación.

### Cuadro de desarrollo
|  | Cuartos de final  | Cuartos de final     | Cuartos de final  |                   |   | Semifinales      | Semifinales      | Semifinales      |  |   | Final           | Final          | Final          | Final          | Final          |  |
|  | 17 al 20 de junio | 17 al 20 de junio    | 17 al 20 de junio |                   |   | 26 y 27 de junio | 26 y 27 de junio | 26 y 27 de junio |  |   | 2 y 9 de julio  | 2 y 9 de julio | 2 y 9 de julio | 2 y 9 de julio | 2 y 9 de julio |  |
|  |                   |                      |                   |                   |   |                  |                  |                  |  |   |                 |                |                |                |                |  |
|  |                   |                      |                   |                   |   |                  |                  |                  |  |   |                 |                |                |                |                |  |
|  | 1                 | Leandro N. Alem      | 1                 |                   |   |                  |                  |                  |  |   |                 |                |                |                |                |  |
|  | 1                 | Leandro N. Alem      | 1                 |                   |   |                  |                  |                  |  |   |                 |                |                |                |                |  |
|  | 8                 | Claypole             | 0                 |                   |   |                  |                  |                  |  |   |                 |                |                |                |                |  |
|  | 8                 | Claypole             | 0                 |                   | 1 | Leandro N. Alem  | 2                |                  |  |   |                 |                |                |                |                |  |
|  |                   |                      |                   |                   | 1 | Leandro N. Alem  | 2                |                  |  |   |                 |                |                |                |                |  |
|  |                   |                      | 4                 | Juventud Unida    | 0 |                  |                  |                  |  |   |                 |                |                |                |                |  |
|  | 3                 | Argentino de Rosario | 4                 | Juventud Unida    | 0 | 0                |                  |                  |  |   |                 |                |                |                |                |  |
|  | 3                 | Argentino de Rosario |                   |                   |   |                  |                  |                  |  |   |                 |                |                |                |                |  |
|  | 6                 | Juventud Unida       | 1                 |                   |   |                  |                  |                  |  |   |                 |                |                |                |                |  |
|  | 6                 | Juventud Unida       | 1                 |                   |   |                  |                  |                  |  | 1 | Leandro N. Alem | 3              | 2              | 5              |                |  |
|  |                   |                      |                   |                   |   |                  |                  |                  |  | 1 | Leandro N. Alem | 3              | 2              | 5              |                |  |
|  |                   |                      | 2                 | Atlas             | 0 | 0                | 0                |                  |  |   |                 |                |                |                |                |  |
|  | 2                 | Atlas                | 2                 | Atlas             | 0 | 0                | 0                | 1                |  |   |                 |                |                |                |                |  |
|  | 2                 | Atlas                |                   |                   |   |                  |                  | 1                |  |   |                 |                |                |                |                |  |
|  | 7                 | Central Ballester    | 0                 |                   |   |                  |                  |                  |  |   |                 |                |                |                |                |  |
|  | 7                 | Central Ballester    | 0                 |                   | 2 | Atlas            | 2                |                  |  |   |                 |                |                |                |                |  |
|  |                   |                      |                   |                   | 2 | Atlas            | 2                |                  |  |   |                 |                |                |                |                |  |
|  |                   |                      | 3                 | Victoriano Arenas | 0 |                  |                  |                  |  |   |                 |                |                |                |                |  |
|  | 4                 | Victoriano Arenas    | 3                 | Victoriano Arenas | 0 | 1 (7)            |                  |                  |  |   |                 |                |                |                |                |  |
|  | 4                 | Victoriano Arenas    |                   |                   |   |                  |                  |                  |  |   |                 |                |                |                |                |  |
|  | 5                 | General Lamadrid     | 1 (6)             |                   |   |                  |                  |                  |  |   |                 |                |                |                |                |  |
|  | 5                 | General Lamadrid     | 1 (6)             |                   |   |                  |                  |                  |  |   |                 |                |                |                |                |  |
|  |                   |                      |                   |                   |   |                  |                  |                  |  |   |                 |                |                |                |                |  |

- Nota: En cada llave, el equipo ubicado en la primera línea es el que ejerció la localía. En la final, lo hixo en el partido de vuelta.

### Cuartos de final
| 17 de junio, 14:30 | Argentino de Rosario | 0:1 (0:1) | Juventud Unida | Estadio José Martín Olaeta, Rosario                   |                                                       |
|                    |                      | Reporte   | 25' Bonnano    | Asistencia: 470 espectadores Árbitro(s): Juan Pafundi | Asistencia: 470 espectadores Árbitro(s): Juan Pafundi |

| 19 de junio, 14:30 | Leandro N. Alem    | 1:0 (1:0) | Claypole | Estadio Leandro N. Alem, Gral. Rodríguez                  |                                                           |
|                    | Coronel 15' (a.g.) | Reporte   |          | Asistencia: 950 espectadores Árbitro(s): Sebastián Zunino | Asistencia: 950 espectadores Árbitro(s): Sebastián Zunino |

| 20 de junio, 14:30 | Atlas              | 1:0 (1:0) | Central Ballester | Estadio Ricardo Puga, Gral. Rodríguez                    |                                                          |
|                    | Gnocchi 28' (pen.) | Reporte   |                   | Asistencia: 800 espectadores Árbitro(s): Diego Molinelli | Asistencia: 800 espectadores Árbitro(s): Diego Molinelli |

| 20 de junio, 14:30 | Victoriano Arenas                                                                          | 1:1 (0:0) (7:6 p.)         | General Lamadrid                                                                                | Estadio Saturnino Moure, Buenos Aires                      |                                                            |
|                    | Parraguez 90'                                                                              | Reporte                    | 55' Arrubarrena                                                                                 | Asistencia: 600 espectadores Árbitro(s): Edgardo Kopanchuk | Asistencia: 600 espectadores Árbitro(s): Edgardo Kopanchuk |
|                    |                                                                                            | Tiros desde el punto penal |                                                                                                 |                                                            |                                                            |
|                    | Smith · Viotti · Blanco · Echegaray · Venturini · Medina · I. Acosta · Mohamed · Parraguez |                            | Pastrana · Frascone · Aguirre · L. Sánchez · Quinteros · N. Acosta · Sarandeses · Vera · Torres |                                                            |                                                            |

### Semifinales
| 26 de junio, 14:30 | Atlas                     | 2:0 (1:0) | Victoriano Arenas | Estadio Ricardo Puga, Gral. Rodríguez                    |                                                          |
|                    | Godoy Gill 7' · Gauna 61' | Reporte   |                   | Asistencia: 1500 espectadores Árbitro(s): Gonzalo Beloso | Asistencia: 1500 espectadores Árbitro(s): Gonzalo Beloso |

| 27 de junio, 14:30 | Leandro N. Alem                      | 2:0 (0:0) | Juventud Unida | Estadio Leandro N. Alem, Gral. Rodríguez               |                                                        |
|                    | Bravo Ocampo 75' · Costa Repetto 90' | Reporte   |                | Asistencia: 1200 espectadores Árbitro(s): Tomás Diulio | Asistencia: 1200 espectadores Árbitro(s): Tomás Diulio |

### Final
| 2 de julio, 15:00 | Atlas | 0:3 (0:1) | Leandro N. Alem           | Estadio Ricardo Puga, Gral. Rodríguez                       |                                                             |
|                   |       | Reporte   | 36' 59' 68' Costa Repetto | Asistencia: 2000 espectadores Árbitro(s): Alejandro Ramírez | Asistencia: 2000 espectadores Árbitro(s): Alejandro Ramírez |

| 9 de julio, 14:30 | Leandro N. Alem              | 2:0 (1:0) | Atlas | Estadio Leandro N. Alem, Gral. Rodríguez                 |                                                          |
|                   | Costa Repetto 43' 56' (pen.) | Reporte   |       | Asistencia: 5000 espectadores Árbitro(s): Juan Battaglia | Asistencia: 5000 espectadores Árbitro(s): Juan Battaglia |

## Goleadores
| Pos. | Jugador              | Jugador                | Goles | Equipo               |
| ---- | -------------------- | ---------------------- | ----- | -------------------- |
| 1.º  | Bandera de Argentina | Patricio Costa Repetto | 15    | Leandro N. Alem      |
| 2.º  | Bandera de Argentina | Julio Gauna            | 14    | Atlas                |
| 3.º  | Bandera de Argentina | Gastón Tedesco         | 13    | Argentino de Rosario |
| 4.º  | Bandera de Argentina | Alejandro Acuña        | 10    | Muñiz                |
| 5.º  | Bandera de Argentina | Román Gnocchi          | 9     | Atlas                |
| 5.º  | Bandera de Argentina | Bruno Volpi            | 9     | Ituzaingó            |

Fuente: Solo Ascenso - Goleadores